# یادبود رژو برای سرباز شوروی

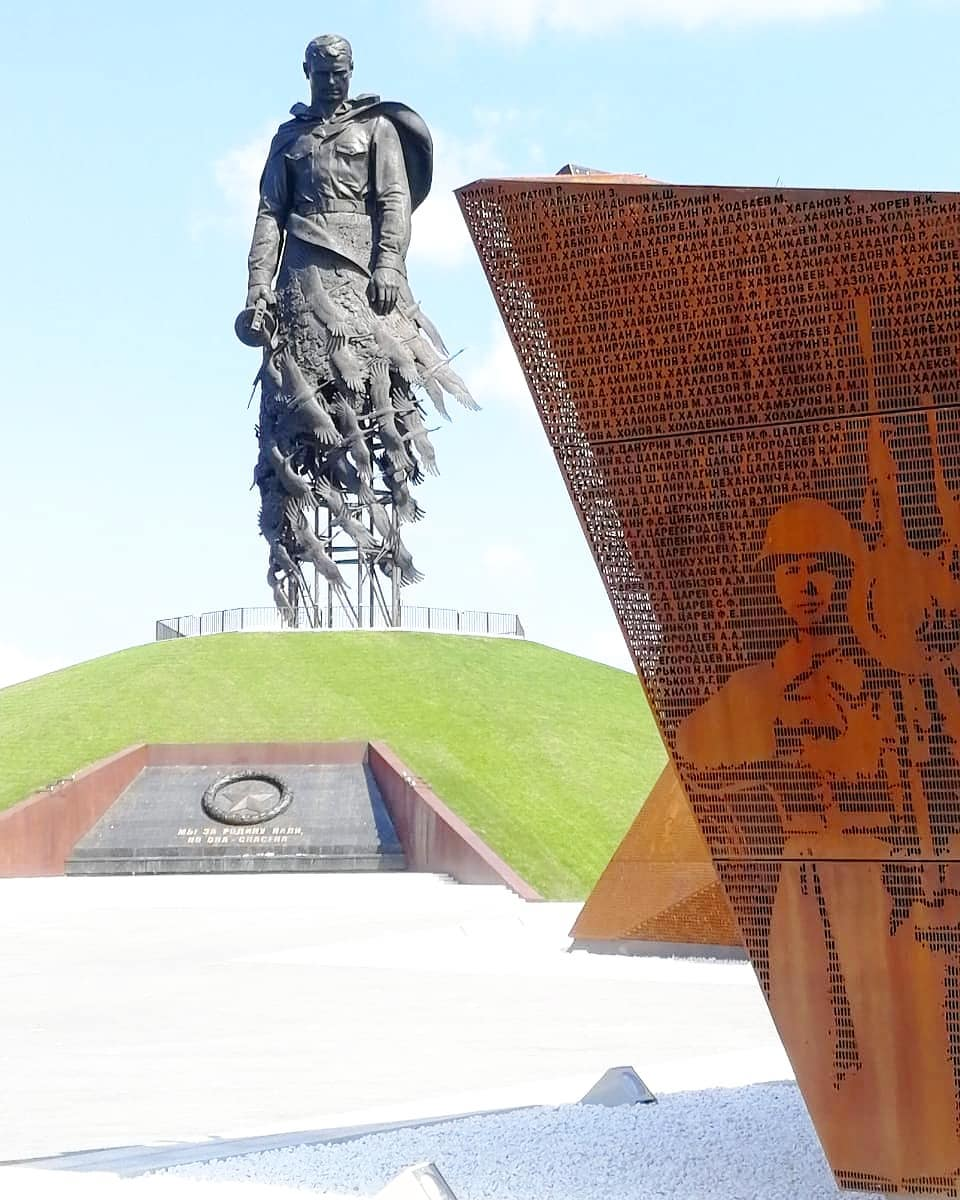
یادمان

یادبود رژو برای سرباز شوروی یک پارک یادبود در شهرستان رژوسکی، استان تور، روسیه است که به نبرد رژو اختصاص دارد.

## مرور کلی

### تاریخچه

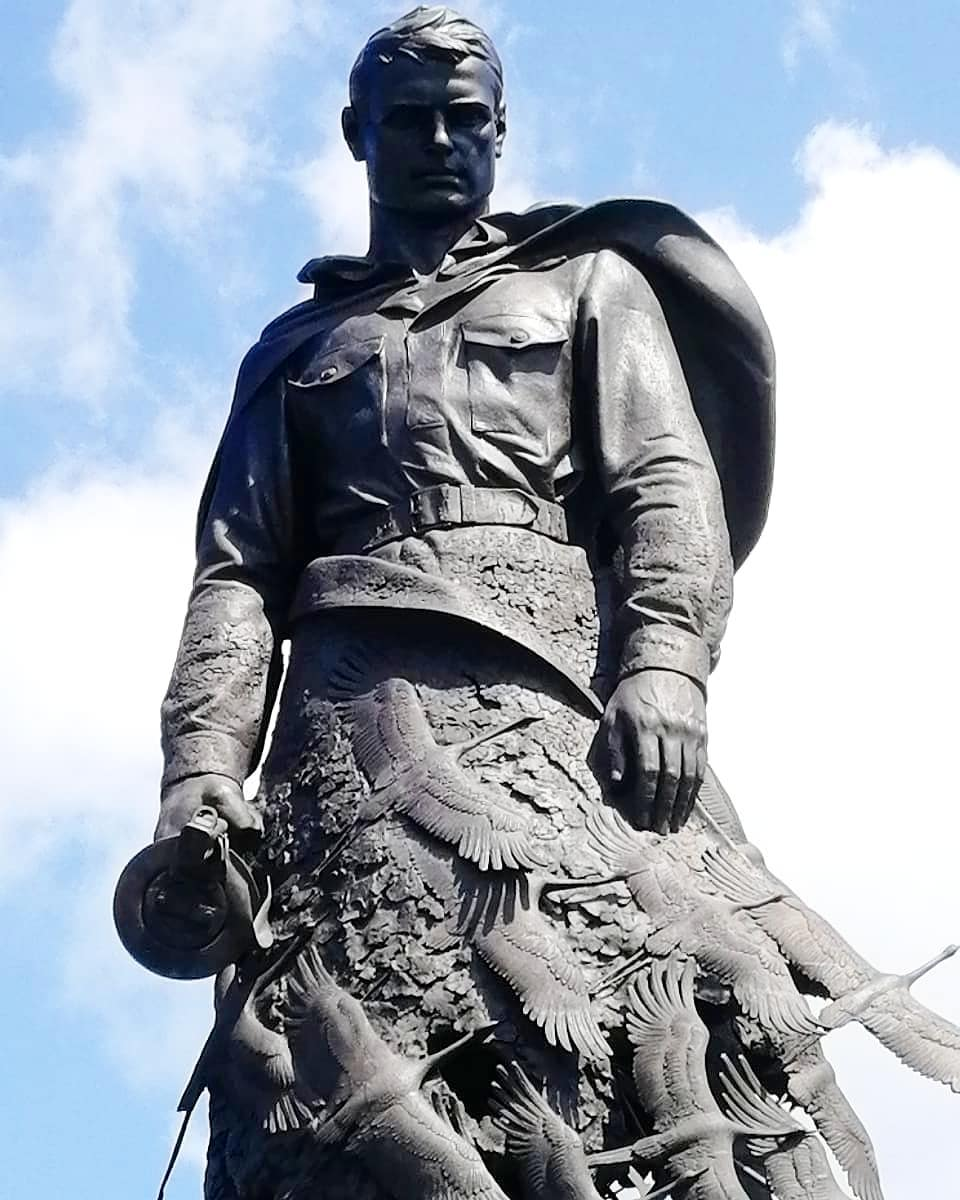
سرباز

ایدهٔ ساخت این یادبود از جانب کهنه‌سربازان جنگ مطرح شد که در سال ۲۰۱۷ به کمیتهٔ دولت اتحادیه و اعضای انجمن تاریخ نظامی روسیه (RMHS) نامه نوشتند و خواستار ایجاد یادمانی به افتخار جشن الماس پیروزی شدند. آندری کوروبتسوف به‌عنوان پیکرتراش و کنستانتین فومین به‌عنوان معمار پروژه برگزیده شدند که هر دو پس از برگزاری یک رقابت بین‌المللی انتخاب گردیدند. ساخت یادمان از ژانویهٔ ۲۰۲۰ آغاز شد و تا اوایل ماه مه به پایان رسید. با وجود تکمیل آن پیش از مراسم سالگرد ۹ مه، به دلیل همه‌گیری کووید ۱۹ تصمیم گرفته شد که افتتاح آن یک ماه به تعویق بیفتد. این یادمان در ۳۰ ژوئن طی مراسمی عمومی با حضور ولادیمیر پوتین، رئیس‌جمهور روسیه، الکساندر لوکاشنکو، رئیس‌جمهور بلاروس، و کهنه‌سربازان ارتش سرخ در جنگ جهانی دوم افتتاح شد.

### یادمان

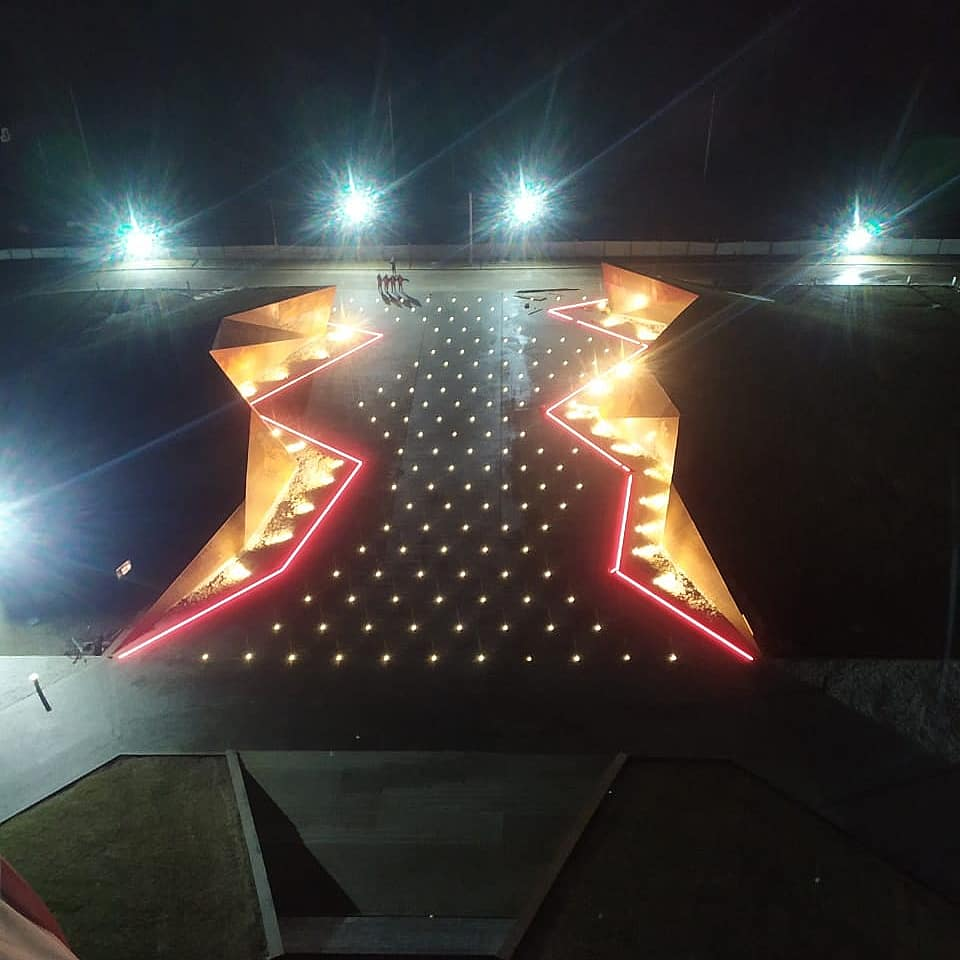
یادمان در شب

این یادمان دارای یک تندیس برنزی ۲۵ متری از یک سرباز ارتش سرخ است که بر روی تپه‌ای به ارتفاع ۱۰ متر قرار گرفته است. در مسیر منتهی به تپه، تصاویر سربازان بر روی دیوارهای شکسته در دو سوی مسیر و همچنین نام‌های جان‌باختگان نبرد نقش بسته است. حدود ۳۴ میلیون روبل روسیه توسط دولت منطقه‌ای برای این یادمان تخصیص یافت، به‌علاوهٔ ۶۵۰ میلیون روبلی که توسط دولت‌های اتحادیه، بودجهٔ دولت روسیه و کمک‌های مردمی تأمین شد. ساخت یادمان همچنین با پشتیبانی و تأمین مالی سازمان‌هایی چون لوک‌اویل انجام شد. تصویر سربازی که در دسته‌ای از پرندگان محو می‌شود، برگرفته از شعر زاغ‌های سفید اثر رسول حمزتوف است که به‌واسطهٔ آهنگ‌سازی یان فرنکل شهرت یافت.
«گاهی احساس می‌کنم که سربازانی
که از میدان‌های خونین بازنگشتند
هرگز به خاک نیفتادند
بلکه به درناهای سفید بدل شدند…»